# Oreoi
Oreoi (in greco Ωρεοί?) è un ex comune della Grecia nella periferia della Grecia Centrale (unità periferica dell'Eubea) con 3 392 abitanti secondo i dati del censimento 2001.
È stato soppresso a seguito della riforma amministrativa, detta Programma Callicrate, in vigore dal gennaio 2011 ed è ora compreso nel comune di Istiaia-Aidipsos.
Anticamente era chiamata Istiea (dal greco antico Ἑστιαία o Ἳστιαία).